# Parc national Cattai
Le parc national Cattai à 54 km au nord-ouest de Sydney en Nouvelle-Galles du Sud, en Australie. C'était la propriété attribuée au chirurgien assistant, Thomas Arndell,de la First Fleet dont la maison existe toujours sur le parc.